# Kevin Corrigan
Kevin Fitzgerald Corrigan (* 27. března 1969 Bronx) je americký filmový a televizní herec.

## Život a kariéra
Narodil se v Bronxu v New Yorku, irsko-americkému otci a portorikánské matce. Po studiích na Lee Strasberg Theatre and Film Institute debutoval v roce 1989 ve filmu Lost Angels v hlavních rolích s Donaldem Sutherlandem a Adamem Horovitzem. Známým se stal díky roli lenocha Eddieho Finnertyho v sitcomu Grounded for Life (2001–2005), který měl pět řad.
Od 90. let se objevoval převážně v nezávislých filmech a televizních seriálech, včetně role strýce Eddieho v sitcomu Grounded for Life (2001–2005). Dále hrál vedlejší role ve filmech Goodfellas (1990), Walking and Talking (1996), Henry Fool (1997), The Departed (2006), Superbad (2007), Pineapple Express (2008), Seven Psychopaths (2012), The King of Staten Island (2020) a hlavní role ve filmu Big Fan (2009) a Results (2015).
Hrál v několika filmech, které produkoval Judd Apatow – v Superbad (2007) ztvárnil násilného majitele domu, kde se hlavní postavy v podání Jonaha Hilla a Michaela Cery pokoušejí ukrást alkohol, a v Pineapple Express (2008) hrál jednoho z kumpánů hlavního darebáka, kterého hrál Gary Cole. Hrál hlavní role ve filmech Some Guy Who Kills People (2012) a Results (2015), spolu s Guyem Pearcem.
Byl dvakrát nominován na cenu Independent Spirit Award za nejlepší mužský herecký výkon ve vedlejší roli. V roce 2001 se oženil s herečkou Elizabeth Berridge, se kterou mají dceru Sadie Rose Corriganovou.